# Фрикинг
Фри́кинг (англ. phreaking, слияние слов phone и freak) — сленговое выражение, обозначающее взлом телефонных автоматов, телефонных сетей и сетей мобильной связи, с использованием скрытых от пользователя или недокументированных функций. Как правило, фрикинг осуществляется для бесплатных звонков или пополнения личного мобильного счёта. В некоторых российских изданиях та сторона фрикинга, связанная с бесплатными звонками за счёт другого абонента, получила название «телефонное пиратство». Под разновидностью фрикинга понимают также пиратское подключение к спутниковым или кабельным телевизионным сетям, позволяющее бесплатно смотреть какие-либо телеканалы.
Со временем внутриканальная служебная межстанционная сигнализация, которую часто взламывали фрикеры, была вытеснена в общие каналы, отделённые от потока передачи голоса (CCS, Common Channel Signalling), в частности, в виде ОКС7 (SS-7, CCITT Signalling System No. 7). Многие фрикинг-устройства потеряли возможности незаконного вмешательства в межкоммутаторную сигнализацию для совершения актов мошенничества с оплатой голосовых вызовов.
В то же время фрикинг не прекратил своё существование как явление даже с развитием IP-телефонии. Бывалые фрикеры, хакеры нового поколения и просто лица, интересующиеся развитием современных коммуникационных технологий, и в настоящее время изучают способы взломов сетей и находят там определённые проблемы.

## История
Появление фрикинга восходит к 1960-м годам, когда было установлено, что с помощью определённых свистков можно воспроизвести звуковой сигнал частотой 2600 Гц, используемый в телефонных аппаратах в США. Развитие фрикинга связывают с незаурядными навыками американского незрячего подростка Джо Энгрессии, который научился очень точно воспроизводить звуковые сигналы телефонной линии с помощью обычного свиста. Комбинируя это умение с ловким манипулированием техническим персоналом, обслуживающим линию, Джо начал эксплуатировать телефонные сети для бесплатных звонков по всему миру. На первых порах фрикинг распространился в сообществе слепых подростков, затем им начали развлекаться молодые технические специалисты, которые для генерирования тональных телефонных сигналов использовали кустарные электросхемы, создаваемые в домашних условиях.
Подобные устройства назывались на жаргоне «коробками» или «боксами» (англ. box), появилось такое явление, как боксинг (англ. boxing), которое, по словам Максима Левина, представляет собой сборку различных устройств для добавления к телефону. Существует около 200 вариантов разных боксов, обладающих разными функциями от бесплатных звонков до взлома BBS. Некоторые из этих самодельных устройств получили ряд устойчивых неформальных наименований, среди которых были известны:
- «голубая коробка» (англ. blue box) — устройство для генерирования системных управляющих сигналов и позволяющее делать звонки бесплатно.
- «чёрная коробка[англ.]» (англ. black box) — устройство для бесплатного приёма телефонных звонков.
- «красная коробка[англ.]» (англ. red box) — устройство для бесплатных звонков с платных телефонных аппаратов.
- «бежевая коробка[англ.]» (англ. beige box) — устройство, подсоединяемое к телефонной линии и обеспечивающее возможность совершать бесплатные звонки (существует вариант «Advanced Beige Box» с повышенным уровнем защиты)[10]

В 1970-е годы начало распространяться движение фрикеров, которые массово взламывали телефонные автоматы и телефонной сети для осуществления бесплатных звонков. Одним из известных фрикеров был выдающийся хакер Кевин Митник, взламывавший телефонные сети AT&T. Сами фрикеры считали свои поступки полностью оправданными, полагая, что тарифы от телефонных компаний за дальнюю связь были неоправданно высокими. В 1971 году Джон Дрейпер разработал Blue box, используемый для осуществления бесплатных звонков — в журнале Esquire была опубликована схема конструирования подобного устройства, а хакерское сообщество высоко оценило это изобретение. Со временем фрикерская деятельность стала рассматриваться как разновидность неофициальной практики, доказывающей профессиональную пригодностью будущих хакеров и специалистов в области компьютерной техники. Выпуском Blue box позже занялись Стив Возняк и Стив Джобс, автоматизировав тем самым процесс фрикинга.
О незаконной составляющей фрикинга заговорили в начале 1980-х годов, когда фрикеры стали «подсаживаться» на телефонные номера граждан Западной Европы. Широкое распространение фрикинга и боксинга вместе с переходом от экспериментальных целей к корыстным послужило тому, что на деятельность фрикеров обратили пристальное внимание федеральные надзорные органы. В результате ряд культовых фигур из фрикерской тусовки (в том числе и Дрейпер) оказались за решёткой.
В 1994 году операторы телефонной связи США понесли финансовые потери от фрикерских звонков на сумму в 3,7% от общего оборота операторов (в США использовался стандарт D-AMPS), а в Великобритании эти потери составили 9% (стандарт GMS).
Не так давно сформировалось мнение, что явление телефонного фрикинга в своём изначальном смысле постепенно ушло в прошлое вместе с естественной эволюцией технологической инфраструктуры коммуникационных сетей. Как следствие, в последние годы под фрикингом стали подразумевать получение несанкционированного доступа к различным телекоммуникационным линиям, системам сбора голосовой почты, сотовой связи, SMS-сообщений и т. п. В последующие годы с развитием технологий под атаки фрикеров стали попадать интернет-сети, а в XXI веке — и спутниковое телевидение.

## Используемая аппаратура
Одним из способов осуществления бесплатных звонков в 1990-е были телефонные трубки с функцией сканера. Эта функция позволяла использовать телефонную трубку в качестве мобильного телефона: сканер работал в зоне действия любого домашнего радиотелефона (от 100 до 300 м). Наличие функции сканера позволяло не только использовать чужой радиотелефон для разговоров, но и вообще прослушивать все радиотелефоны в радиусе действия (так называемый «полицейский вариант» сканера). В дальнейшем сканер стал использоваться и для осуществления звонков с мобильных телефонов: владелец сканера звонил с мобильного номера жертвы на любой номер и говорил сколько угодно, а все переговоры оплачивал именно хозяин номера, к которому подключился владелец сканера. От подобных действий могло спасти только отключение номера от сети. Телефон-сканер обычно действовал в радиусе 30 м от объекта, засекая обращение какого-либо номера и занося в память соответствующий номер. У некоторых моделей память была рассчитана на 100 номеров.
Существовали модели мобильных телефонов, которые программировались на один из абонентских номеров, от которого совершались все звонки: номер либо подбирали случайным образом, либо покупали за 10 долларов конкретный номер у коллег владельца телефона (так, если телефон программировался на номер ближайшего ресторана McDonald’s, то при осуществлении звонка с запрограммированного телефона за разговоры платил владелец номера McDonald’s). Недостатком подобного варианта было то, что владельцу такого телефона не мог позвонить вообще никто. У владельца номера, который вынужден был оплачивать все эти разговоры, возникала другая проблема: в моменты, когда от его имени кто-то совершал звонки, у самого владельца ухудшалось качество связи при разговоре. Фрикеры для перестраховки каждый месяц меняли номер, от которого совершали звонки. Обычная телефонная трубка стоила в середине 1990-х от 1500 до 2000 долларов, телефон-двойник с подобной функцией бесплатных разговоров стоил примерно в три раза дешевле, а разрешение на право эксплуатации радиотелефона выдавалось за сумму в размере от 50 до 100 долларов. В мировой практике эту технологию называли «клонированием», а фрикера, который брал чужой номер, на жаргоне называли «двойником».
Возможность осуществления бесплатных звонков с городского номера в любую точку планеты предлагала и аппаратура подмены абонентского номера (сокращённо АПАН), вставляемая в телефонный аппарат. Если при обычном звонке без наличия АПАН телефонная сеть сразу определяла безошибочно точный номер, откуда совершался исходящий звонок, то при наличии АПАН в сеть поступали данные о другом номере, владелец которого оплачивал совершаемый «телефонным пиратом» звонок. Этот номер мог определяться как случайным образом, так и из запрограммированной базы абонентов (обычно тех людей, которые достаточно часто совершали телефонные звонки и долго говорили). На жаргоне фрикеров АПАН зовётся «коробочкой» и представляет собой пластмассовую коробку с печатной платой размером 10 x 10 см с двумя микросхемами, десятком радиодеталей и стандартным блоком питания. Сборка и настройка подобного устройства при участии специалиста в области радиоэлектроники занимала обычно не более 2 часов. В СССР подобная аппаратура выпускалась серийно научно-производственным объединением Зеленограда и активно использовалась КГБ СССР.

## Фрикинг в России

### Используемые технологии
Возникновение фрикинга в России датируется обычно серединой 1990-х годов с появлением мобильных телефонов, хотя пиратские звонки за границу осуществлялись и раньше: как правило, подобные звонки делались в старых домах, где провода в подъездах не маскировались. Как правило, с помощью «двух тонких иголок» пираты подключались к телефонной линии в те дни, когда владельцы телефона находились за городом, и звонили по любым номерам. Первые фрикеры, появившиеся в Москве, нашли способ подключаться к радиотелефонам, используя для этого телефонные трубки с функциями сканера, продававшиеся свободно на московских радиорынках. По данным милиции, чаще всего «сканировали» аппараты марок «Сенао», «Санье», «Панасоник» (в том числе «Панасоник-9000») и «Харвест», а вскоре сканеры стали использоваться и против мобильных телефонов. Фрикеров, которые занимались подобной деятельностью, милиция называла «ботаниками»: разработчики подобных изобретений и схем, как правило, регулярно посещали выставки, связанные с радиотехникой, и читали специальную техническую литературу. Аппаратура типа blue box также свободно продавалась на радиорынках. Сами владельцы радиотелефонов в те годы должны были обладать специальным разрешением на его использование (в случае отсутствия разрешения телефон могли конфисковать у владельца), а оператор связи МСС помогал им получить подобные разрешения.
Развитие движения фрикеров было связано и с их недовольством тарифами, предлагаемыми операторами сотовой связи. Так, в 2000 году минимальная стоимость исходящих звонков от МТС составляла от 14 центов в минуту, но только при использовании «экономичного» тарифного плана и только в льготный период с 22:00 до 8:00 (у ММТ аналогичный льготный период начинался с 18:00), о чём оператор не сообщал. На каждый исходящий звонок МТС давалось всего 5 секунд неоплачиваемого времени (9 секунд у «Билайна»), а посекундная тарификация начиналась со второй минуты, поэтому при разговоре меньше минуты абонент платил как при разговоре за одну минуту. С учётом того, что среднестатистический пользователь тратил на разговоры две-три минуты по сотовому телефону, а при использовании «пиратского» телефона (телефона-сканера) разговоры могли длиться и несколько часов, фрикеры тем самым наносили большой ущерб мобильным операторам.
Если в 1997 году телефон-сканер стоил в районе 3 тысяч долларов, то к 2000 году стоимость его упала до 300—500 долларов при себестоимости от 50 до 70 долларов (оценочно в Москве в том году у пользователей было около 200 телефонов-сканеров). Технические возможности сканера в 2000 году позволяли относительно легко отсканировать номер, используемый пользователем «Билайна», и подключиться к владельцу этого телефона, чтобы совершать звонки. Процедура подключения к МТС была более сложной в связи с использованием более современной системы шифрования, хотя случаи успешных подключений фрикеров к этой сети имели место. Наиболее простой для воздействия была МСС, которую, по словам фрикеров, можно было послушать на обычном радиоприёмнике: даже с учётом надёжного, но старого стандарта сигнал в этой сети не шифровался, а «дублировать» трубку МСС для фрикера не составляло проблем. С помощью приёмника можно было прослушать и абонентов «Билайн», но без проблем это было возможно только в стандарте AMPS, поскольку в стандарте DMPS прослушивание было достаточно сложным, а в GSM сигнал был закодирован. С распространением баз для телефонов дальнего радиуса действия (преимущественно марок Panasonic и Sanyo) стали появляться и трубки-сканеры, способные подключаться и к этим базам (стоимость таких трубок составляла от 70 до 200 долларов). Большинство баз были защищены паролями, однако фрикеры со временем научились обходить и эту защиту.
Дальнейшими ветвями развития фрикинга стали продажа точных копий мобильных телефонов по цене от 400 до 500 долларов, но без абонентской платы (за всё платил владелец подлинного мобильного телефона), а также выпуск АПАН. Если в телефоне не была установлена АПАН, то при наборе звонящим «восьмёрки» городская телефонная сеть МГТС сразу же безошибочно определяла точный номер, с которого совершался исходящий звонок. Если в телефоне был встроен АПАН, то в сеть поступали данные о случайно выбранном московском номере, причём аппаратура подмены могла выбрать практически любой московский номер. Себестоимость АПАН по ценам Митинского радиорынка составляла около 50 долларов, но экземпляры продавались по ценам как минимум в 100 раз дороже. К 2000 году, по данным Управления «Р» МВД Российской Федерации, сменилось 4 поколения АПАН за все годы существования фрикерства в России. 
Системы защиты на АТС фрикерами взламывались относительно легко: в частности, управление «Р» установило, что одна из наиболее современных на тот момент систем защиты была взломана фрикерами всего за 6 часов. Первый заместитель гендиректора МГТС Семён Рабовский сообщал, что в компании в своё время рассматривался проект системы защиты от фрикинга стоимостью 12 миллионов долларов США, на реализацию которого требовался год, однако по мнению того же Рабовского, фрикеры могли бы взломать его намного быстрее. Распространённые на рубеже 1990-х и 2000-х модели АПАН были настолько компактны, что даже при внезапной проверке со стороны милиции эту аппаратуру было крайне сложно обнаружить. В то же время печатные платы были крайне хрупкими и могли быть легко уничтожены владельцем: в таком случае устройство становилось неработоспособным, и его невозможно было использовать в качестве вещественного доказательства в каком-либо уголовном деле. Использование компанией «Ростелеком» современной цифровой аппаратуры в начале 2000-х годов не останавливало фрикеров, поскольку те выходили на междугородные и международные линии звонков через МГТС, в которой «цифровизация» АТС составляла всего от 13 до 16%.
Распространение IP-телефонии, по словам гендиректора ОАО АСВТ Ирины Федуловой за 2010 год, положило конец «промышленному фрикингу» на рубеже десятилетий, однако фрикинг как таковой не прекратил своё существование. Он остался популярным среди молодёжи, интересовавшейся современными технологиями, и превратился в своеобразную ветвь хакерской деятельности. Взломом IP-телефонии в настоящее время занимаются хакеры, обладающие соответствующими познаниями в этой сфере, а также бывалые фрикеры, изучающие современные коммуникационные технологии и разрабатывающие методы взлома новых сетей. В частности, они могут использовать заводские настройки доступа к функциям управления для взлома устройства IP-телефонии, а также перенимают приёмы атак на компьютерные сети при подготовке взломов телефонных сетей.

### Нелегальные переговорные пункты
Благодаря наличию АПАН представители иностранных общин в Москве стали создавать нелегальные международные переговорные пункты (НМПП). Как правило, большинство причастных к фрикингу людей — студенты и торговцы из развивающихся стран (выходцы из Вьетнама, Китая, стран Ближнего Востока и Африки), а услуги нелегальных переговорных пунктов они предлагали преимущественно своим соотечественникам. Для размещения необходимого оборудования, как правило, владельцы будущего пункта арендовали в Москве квартиру с телефоном, где устанавливали компьютер для регистрации телефонных переговоров и встраивали АПАН (иногда арендовались ещё несколько квартир для нужд дополнительных диспетчеров). В качестве арендодателей они выбирали пожилых людей, с которыми было проще договориться, и специально платили им в два-три раза больше обычного за аренду помещений. Один из фрикеров постоянно находился в местах, где был постоянный спрос на услуги международных звонков (рынки или общежития для иностранных студентов). Иностранцам, которые держали переговорный пункт, фрикеры передавали постоянно продуктовые запасы.
Клиент, желавший осуществить международный звонок, сообщал фрикеру номер и страну, после чего фрикер договаривался об оплате (обычно она была во много раз ниже официальной стоимости) и связывался по мобильному телефону с напарником-оператором, который дожидался сигнала в снимаемой квартире. Оттуда оператор осуществлял звонок по указанному номеру: переговоры велись с квартирного телефона, однако на АТС вместо его номера определялся совершенно другой номер, выбираемый АПАН. Уровень обслуживания, несмотря на кустарные условия, был сопоставим с крупными операторами телефонной связи: через контактный номер нелегального оператора клиент мог звонить куда угодно с любого городского номера. С помощью АПАН иностранцы могли не только звонить на родину по более дешёвому тарифу за счёт местных жителей, но и зарабатывать за их же счёт крупные суммы денег. Обычно на съёмной квартире устанавливались две телефонные линии: по одной звонили клиенты, а их самих подсоединяли ко второй линии, где и был установлен АПАН. Формально минута разговора при помощи нелегального переговорного пункта стоила для звонивших как минимум в два раза меньше, чем по официальным тарифам.

### Пиратские телетрансляции
К концу 2000-х годов фрикинг стал серьезной проблемой для российских операторов спутникового телевидения, в том числе для «НТВ Плюс». Фрикеры создавали на каждое легальное подключение несколько пиратских, а группы фрикеров благодаря новым методам обеспечивали массовое подключение простых жителей за символическую плату. Самым популярным способом подключения стал кардшаринг — использование одной легально купленной карты несколькими абонентами. При приёме спутникового телевидения спутник отправляет закодированные данные, которые принимал ресивер, а расшифровка осуществлялась благодаря встроенной карте с кодом. Для защиты от пиратства спутник меняет каждые десять секунд ключ, позволявший декодировать сигнал. Пираты для обхода этой схемы приобретают легальный комплект с оригинальной картой; купленный ими ресивер выступает в роли сервера и передаёт по Интернету обновлённый ключ всем подсоединённым к нему клиентам. Ресиверы клиентов благодаря обновлённому ключу могут расшифровывать сигнал, используя только карту от сервера.
Оборудование для кардшаринга находилось в свободной продаже: в качестве сервера на стыке 2000-х и 2010-х годов часто использовался ресивер Dreambox на базе Linux, но иногда можно было использовать обычный компьютер с подключённым программатором и установленным софтом. Для успешной ретрансляции картинки также требовалось стабильное интернет-соединение: передача ключей не отнимала много трафика (от 80 до 250 Кб за час), при идеальной работе мобильной сети можно было использовать GPRS. Иногда в качестве альтернативы с карты просто снималось ограничение срока действия, однако этот способ действия был распространён реже. Пиратские подключения к кабельному телевидению были распространены намного реже, поскольку для этого требовалось личное присутствие пользователя, а при кардшаринге это было необязательно. Тот факт, что легальная карта не могла определить, кому именно передаётся ключ для декодирования сигнала, позволил кардшарингу стать популярным способом подключения к спутниковой системе. Тем не менее, для подключения от пользователя требовались специфические знания в компьютерной технике, в том числе и умения установить нужное программное обеспечение на ресивер.
Проблема пиратских телетрансляций стала характерной преимущественно для небольших населённых пунктов, поскольку в городах-миллионниках больше было распространено кабельное, а не спутниковое телевидение. В то же время кабельные операторы среднего уровня сами нередко занимались подобными пиратскими подключениями. Поскольку за каждого абонента они должны были платить телеканалам сумму, эквивалентную 3-5 американским центам в 2010 году, они заявляли базу своих абонентов в два-три раза меньшую, чем в действительности. На специфических сайтах осуществлялась продажа не только оборудования, но и пакетов спутникового телевидения.

### Финансовый ущерб
Для описания финансового ущерба, наносимого фрикерами операторам телефонной связи или спутникового телевидения, иногда используется термин «фрод». Кратковременная эпидемия телефонного фрикинга пришлась на рубеж тысячелетия, когда в этот период от деятельности фрикеров пострадали тысячи абонентов МГТС, которым стали приходить крупные денежные счета на междугородные или международные телефонные переговоры. В декабре 1995 года журнал «Коммерсантъ Деньги» сообщил, что один из его сотрудников, который приобрёл мобильный телефон, однажды получил счёт на 1975 долларов США при том, что в месяц разговаривал по телефону всего 20—30 минут. Со слов того же журнала, для фрикеров их хобби стало источником дохода: так, у здания Центрального телеграфа в том году ежедневно в Москве телефонные услуги предлагали фрикеры, которые выкупали какой-то номер на неделю и предлагали желающим звонки за полцены. В среднем за день набиралось от 8 до 10 желающих позвонить в любую точку мира, а в день фрикер мог заработать около 100 долларов, предлагая подобные услуги.
В 1998 году нанесённый фрикерами в Москве ущерб составил 11,5 млн рублей, в 1999 году вырос до 150 млн рублей, а в январе 2000 года усилиями только одного нелегального переговорного пункта у москвичей было отнято 19 млн рублей. Прирост случаев телефонного фрикинга, по разным оценкам, составлял от 1500 до 2000% в год на стыке 1990-х и 2000-х. В связи с деятельностью фрикеров телефонные сети вынуждены были закладывать в тарифы на междугородние и международные переговоры все прогнозируемые перерасходы: из-за этого в Москве даже переносились сроки введения в эксплуатацию новых АТС. В 2000 году председатель комиссии по законности и безопасности Мосгордумы Олег Бочаров сообщал, что ежегодно в России фрикеры наносят ущерб абонентам в размере 800 млн долларов; в то же время издание itWeek сообщало о потерях МГТС в размере 30 миллионов долларов от деятельности фрикеров. По данным за этот год, в Москве чаще всего от телефонных пиратов страдали абоненты Останкинского телефонного узла: около 6 тысячам жителей этого района пришли телефонные счета с астрономическими цифрами; чуть меньший ущерб был нанесён абонентам Севастопольского, Филёвского и Преображенского узлов.
В 2000 году по официальным телефонным линиям минута за исходящий звонок во Вьетнам стоила 16 рублей, а на пиратской телефонной линии тариф составлял от 3 до 5 рублей (в 2002 году официальный международный звонок из Москвы стоил 50 рублей, звонок по пиратской линии — в 3—5 раз дешевле). Оценки прибыли от деятельности незаконных переговорных пунктов варьируются в разных источниках: по данным газеты itWeek, ежедневно один такой пункт мог приносить хозяевам прибыль в размере 5—6 тысяч долларов; «Независимая газета» писала о ежемесячной прибыли одного пункта в размере от 30 тысяч долларов и выше, а «Московский комсомолец» — о средней ежемесячной прибыли в размере 50—60 тысяч долларов и о достижении некоторыми переговорными пунктами отметки в 100 тысяч долларов; в целом, по данным «Московского комсомольца», суммарная прибыль незаконных переговорных пунктов в Москве достигала 1 миллиона долларов ежемесячно. При соблюдении владельцем всех мер безопасности засечь подобный пункт считалось почти невыполнимой задачей. Если отключение телефона от сети позволяло предотвратить прозвон с помощью трубок-сканеров, то от подмены номера с помощью АПАН это действие не спасало: жертва могла доказать незаконность предъявляемого ей счёта только в случае предоставления распечатки звонков и документов об отсутствии владельца домашнего телефона в квартире на момент тех самых переговоров.
Российская пресса сообщала подробности разных случаев причастности фрикеров в формированию счетов за телефонные переговоры на большие суммы. В 2000 году «Московский комсомолец» сообщил о том, что инвалиду II группы, пенсионеру из Подмосковья пришёл счёт от МГТС на сумму в 7,5 тысяч рублей за якобы телефонные переговоры с США: пострадавший не смог доказать факт ошибки, и провайдер отключил ему телефонную связь, хотя в соответствии с законом подобные действия в отношении инвалидов запрещались. Другому абоненту, по данным «Независимой газеты», пришёл счёт на разговоры с разными странами, суммарная продолжительность которых составляла 290 часов, хотя все эти звонки якобы были совершены в течение одних суток. В марте 2002 года «Известия» сообщили о том, что пенсионерке пришёл счёт более чем на 200 тысяч рублей за переговоры с Китаем: парадокс заключался в том, что женщина проживала в Китае во время событий на КВЖД, но знакомых из Китая у неё не было. После получения счёта женщина подала в суд на МГТС. Помимо простых жителей, крупные счета за переговоры приходили разным фирмам и предприятиям (в том числе и тем, которые были связаны с добывающей промышленностью). Так, «Московский комсомолец» писал, что одна из московских аптек получила счёт на 14 миллионов рублей при том, что стоимость всего имущества аптеки была намного меньше, а ещё один счёт за телефонные разговоры на 600 тысяч рублей пришёл в одно из подразделений МВД. Газета itWeek сообщала, что одному из высокопоставленных руководителей силового ведомства пришёл счёт на 125 тысяч рублей за трое суток телефонных разговоров, причём фактическое время на разговоры составляло 13 суток, согласно содержанию документа. Пострадавшие в большинстве случаев вынуждены были сами искать доказательства своей невиновности: в их адрес подавали иски МГТС и ОАО «Ростелеком», требуя оплатить счета. По состоянию на ноябрь 2000 года руководство МГТС сообщало, что случаев отключения телефона за неуплату счетов по междугородным или международным звонкам не было в течение полутора лет: правозащитники добились того, чтобы абонентам не отключали хотя бы местную связь. В то же время в «Ростелекоме» и МГТС в ноябре 2000 года на рассмотрении были 60 тысяч жалоб на телефонное пиратство (начиная с сентября, поступило 6 тысяч жалоб), а ущерб телефонистов составил 40 миллионов долларов: большую часть этих средств они вынуждены были в соответствии с решениями суда вернуть абонентам, пострадавшим от фрикеров.
К октябрю 2001 года управлением «Р» в Москве было зафиксировано 180 преступлений, связанных с организацией в столице подпольных переговорных пунктов (примерно в 7 раз больше, чем за 2000 год), которые нанесли ущерб в размере 12 миллионов долларов. При себестоимости АПАН в 30—50 долларов за экземпляр их стоимость на чёрном рынке составляла от 3 до 5 тысяч долларов, однако организаторы подпольных переговорных пунктов покупали устройства даже по завышенной цене, поскольку это окупалось уже через месяц работы. Для покрытия убытков МГТС решила поднять с 1 ноября абонентскую плату за телефон до 70 рублей для населения и 85 рублей для бюджетных организаций, а в январе 2002 года — до 80 рублей для населения и 100 рублей для бюджетных организаций. По данным управления «Р» на февраль 2002 года, убытки от действий фрикеров достигали сотен миллионов долларов, а сумма прибыли, которую они получали, была вполне сопоставима с убытками. Начальник Управления «Р» ГУВД столицы Дмитрий Чепчугов оценивал материальный ущерб от действий фрикеров только в Москве в пределах от 9 до 12 миллионов долларов. По данным пресс-секретаря «Вымпелкома» Михаила Умарова, из-за действий фрикеров операторы могли терять от 2 до 5% прибыли.
К 2010 году фрикеры использовали операторов междугородней и международной связи, чтобы обеспечивать себе бесплатные телефонные переговоры. Взломщики, занимавшиеся пиратскими телетрансляциями и установкой пиратских подключений к спутниковому телевидению, наносили операторам спутникового телевидения крупные финансовые потери — по приблизительным данным за 2010 год, эти потери исчислялись миллионами долларов в год. Сами пираты при этом зарабатывали большие средства, неся откровенно мизерные расходы.

### Системы защиты и борьба с фрикерами

#### Операторы связи
В 1990-е годы российские операторы связи проверяли динамику изменения суммы месячного счёта абонента. Если она резко возрастала, то они допускали подключение к номеру фрикера, который тем или иным способом использовал номер абонента для совершения бесплатных звонков. В этом случае клиент отдавал операторам аппарат: те продолжали следить за звонками и изменением счёта. Если звонки продолжались, то они корректировали счета клиента и меняли ему номер. В то же время имели место случаи, когда некоторые абоненты специально приобретали подобные «двойные» телефоны, чтобы обманом попытаться снизить собственный счёт за месячные разговоры: они отдавали подлинный телефон на проверку на наличие двойника, а звонки совершали с другого аппарата, купленного на чёрном рынке и запрограммированного на тот же номер. Оператор связи «Билайн» в те годы использовал стандарт D-AMPS для защиты абонентов от фрикеров: в течение суток они могли определить конкретного человека, который нелегально подключался к чужому номеру и осуществлял звонки, а благодаря этой возможности они включали пиратские звонки в специальный список, и клиенту не нужно было за них платить. В дальнейшем операторы стали регулярно закупать специальную аппаратуру и пеленгаторы для борьбы против фрикеров, тратя на её приобретение большие средства.
В сентябре 1994 года МСС провела модернизацию оборудования сети и позволила ряду клиентов обменять устаревшее оборудование на более новое: новые аппараты были снабжены так называемым SIS-кодом (Subscriber Identity Security), обеспечивавшим защиту от несанкционированного доступа. Компания МТС в качестве мер безопасности внедрила SIM-карты с соответствующим PIN-кодом для разблокирования доступа к телефону, Pack-коды для блокировки и систему автоматической сверки номера телефона; у «Билайна», помимо стандарта связи D-AMPS, из мер безопасности также присутствовали система индивидуальных кодов абонента и контроль индивидуальных технических особенностей аппарата. В рамках роуминга использовалась система защиты, которая защищала абонента от фрикеров как в домашней сети, так и за её пределами (в Петербурге эти услуги в 1995 году стоили около 30 долларов США). Однако, по оценке сотрудников операторов связи, фрикеры тоже совершенствовали свои навыки, и им было достаточно полугода, чтобы суметь взломать новую систему защиты.
В соответствии с Законом РФ «Об оперативно-розыскной деятельности в Российской Федерации» от 12 августа 1995 года № 144-ФЗ обязательной стала установка системы технических средств по обеспечению розыскных мероприятий (СОРМ) на всех отечественных и импортных электронных АТС. Согласно закону, все работы проводились ограниченным кругом сотрудников, мероприятия по внедрению СОРМ осуществлялись по согласованию с территориальными подразделениями ФСБ. В соответствии с этим законом у любого оператора сотовой связи устанавливалась специальная аппаратура, которая дублировала все разговоры и данные абонентов, а при необходимости передавала их спецслужбам для проведения каких-либо мероприятий. Номинально использование этой аппаратуры для записи разговоров абонента могло осуществляться только с санкции прокуратуры, однако, по словам фрикеров, система определения номера абонента и пеленгации включалась, если аппаратура фиксировала в разговоре какие-либо «слова-крючки», явно демонстрировавшие преступные намерения говорящего.
По заявлению некоторых фрикеров, крупные операторы связи наподобие «МТС» или «Билайн» обладали собственными эффективными службами безопасности, боровшимися против фрикеров. В отношении разоблачённых фрикеров они нередко устраивали самоуправство, попросту избивая их. Подключиться к номерам некоторых операторов и осуществить от их имени звонок было достаточно сложно, поскольку у них были сложные стандарты передачи данных и мало клиентов, а риск вычисления фрикера был крайне высок. В 1999 году ряд операторов резко снизил цены на услуги сотовой связи, что ударило по бизнесу некоторых фрикеров: в интервью «Коммерсанту» в 2000 году один фрикер на условиях анонимности сообщил, что не смог за полгода продать ни один телефон-сканер с момента снижения цен на звонки, хотя прежде продавал их «мешками».
Использование фрикерами мобильных телефонов для осуществления бесплатных прозвонов прекратилось ориентировочно во второй половине 2001 года: хотя фрикеры пытались «раскидать» счета по нескольким абонентам, чтобы владельцы мобильных номеров не переплачивали слишком много (ориентировочно 30—50 рублей), к тому моменту операторы подготовили новую систему защиты абонентов от подобных прозвонов. По данным компании ТТК, к 2010 году для защиты сетей дальней связи (междугородной и международной) использовались системы защиты стоимостью от 1 до 10 млн. долларов США.

#### Управление «Р»
В 1995 году при МВД РФ было создано Управление радиоэлектронной безопасности (с 1998 года Управление по борьбе с преступлениями в сфере высоких технологий или Управление «Р»), которое изначально занималось борьбой против хулиганов, забивавших матом эфир «скорой помощи», милиции или пожарной связи. Позже Управление занялось борьбой против фрикинга с учётом того, что в российском законодательстве на тот момент не было каких-либо нормативных актов против телефонного пиратства (в США существовали нормативные акты, в соответствии с которым фрикинг преследовался по закону, а фрикерам могло грозить до 20 лет тюрьмы). В частности, к ответственности нельзя было привлечь разработчиков АПАН и иной похожей аппаратуры, связанной с неправомерным использованием телефонных сетей: подозреваемым в худшем случае мог грозить штраф за причинение имущественного вреда.
В начале 1998 года в Нижегородской области последовала волна претензий к компании «Персональные системы связи в России» (ПССР) от клиентов, жаловавшихся на большие счета за разговоры по мобильным телефонам. Фирма написала заявление в Управление ФСБ по Нижегородской области, и вскоре сотрудники УФСБ задержали группу фрикеров из пяти человек во главе с 24-летним инженером Артёмом Нестеровым. Выяснилось, что Нестеров и его друзья с помощью радиоприёмника-сканера определяли частоту, на которой работал мобильный телефон, и программировали свой аппарат: у них была возможность прослушивать чужие телефонные разговоры и совершать бесплатные для себя звонки с чужих номеров. Аналогично Нестеров сканировал чужие пейджеры, списывая с них сообщения. Против задержанных возбудили уголовное дело по статье 272 УК РФ «Неправомерный доступ к коммерческой информации». Хотя следователи выяснили, каким образом фрикеры осуществляли бесплатные звонки и подслушивали чужие разговоры, следствие не доказало, что Нестеров и его сообщники перепродавали подслушанную информацию или использовали иным способом. В 1999 году управлением «Р» была пресечена деятельность 70 нелегальных переговорных пунктов, а к административной ответственности было привлечено 90 иностранцев, но уголовных дел так и не возбуждалось. По оценке сотрудников управления «Р», даже если им удавалось закрыть один нелегальный переговорный пункт в Москве, на другом конце города возникало ещё два таких пункта.
В 2000 году руководство управления «Р» заявило о наличии в Москве около 150 нелегальных переговорных пунктов, организованных выходцами из азиатских и африканских стран в местах компактного проживания иностранцев. В том же году сообщалось о наличии как минимум 500 подобных пунктов в Москве. В течение года оперативниками управления «Р» были раскрыты и ликвидированы несколько подобных нелегальных переговорных пунктов: так, 31 августа ими был ликвидирован переговорный пункт на Сиреневом бульваре, владельцем которого был вьетнамец, торговавший на Измайловском рынке, а через несколько дней на месте задержания при попытке проведения следственного эксперимента милиция столкнулась с несколькими сотнями вьетнамцев, требовавших отпустить задержанного. В том же году им был найден крупнейший операционный зал, располагавшийся в здании одного из общежитий для иностранцев, перестроенный на случай внезапного появления сотрудников милиции (у каждой двери был свой ключ, а лабиринт коридоров и дверей заканчивался помещением с чердачным люком). По данным следствия, в зале находилось 8 комплектов оборудования, которое использовалось десятками операторов для круглосуточного обслуживания клиентов. В ходе обыска на чердаке была найдена аппаратура совокупной стоимостью 32 тысячи долларов США, однако её владельцы в лице 11 человек успели покинуть здание. К ноябрю 2000 года в течение 9 месяцев милицией было возбуждено 17 уголовных дел в отношении телефонных пиратов: было арестовано 10 иностранных граждан, державших подпольные переговорные пункты. Однако при этом разработчики АПАН не могли быть привлечены по закону, поскольку их действия не характеризовались как криминальные.
В 2001 году сотрудники управления «Р» столичного ГУВД прекратили деятельность более десяти нелегальных переговорных пунктов. Так, согласно сводкам управления «Р», 26 ноября 2001 года один такой НМПП был ликвидирован на Рязанском проспекте: услуги предоставляли граждане Мадагаскара 40-летний Модест Тунгалаза и 36-летний Абдулла Жан Сиди, причём при обыске у одного из них был найден 1 г героина. Клиентами нелегального переговорного пункта были торговцы оптовых рынков: расценки за минуту разговора были ниже государственных, а ежедневно оба мадагаскарца зарабатывали по 30 тысяч рублей ежедневно. По предварительным подсчётам, эти двое человек причинили «Ростелекому» ущерб на сумму 913 425 руб. 90 коп. В том же году был арестован 35-летний вьетнамец Нгуен Ван Май, который приехал в 1999 году в Россию в качестве туриста, а после истечения туристической визы перешёл на нелегальное положение, сняв квартиру на улице Проходчиков и открыв там нелегальный переговорный пункт. Вьетнамец, таким образом, нанёс «Ростелекому» общий ущерб на сумму 1 053 649 рублей. На вопросы «Независимой газеты» о деятельности фрикеров и нанесённом ущербе «Ростелеком» прямых ответов не дал.
По данным на декабрь 2002 года, ущерб в Москве от деятельности фрикеров составил более 10 миллионов долларов: в ходе оперативных мероприятий было выявлено и закрыто более 150 нелегальных переговорных пунктов, которые организовывались в местах массового проживания моноэтнических групп — звонки совершались в такие страны, как Вьетнам, Китай, Индия, Пакистан, Сирия, Бангладеш, Ирак, Ливия и Иран. По итогам года был констатирован определённый прогресс в борьбе с фрикерами. В том же году компания МГТС установила оборудование, исключающее вход в сеть с подменой номера, чем ранее пользовались фрикеры.

#### Управление «К»
В 2009 году Управление экономической безопасности и юридическая дирекция ОАО «НТВ Плюс» вместе с Бюро специальных технических мероприятий МВД РФ провели серию операций, в ходе которых было заведено девять уголовных дел, а трое человек привлечены к уголовной ответственности за организацию телевизионного пиратства.